# سيلاس دانييل ساتونهو
سيلاس دانييل ساتونهو (14 يناير 1990 بأنغولا - ) هو لاعب كرة قدم أنغولي في مركز الوسط.

## روابط خارجية
- سيلاس دانييل ساتونهو على موقع قاعدة بيانات كرة القدم.إي يو (الإنجليزية)
- سيلاس دانييل ساتونهو على موقع ناشيونال فوتبول تيمز (الإنجليزية)
- سيلاس دانييل ساتونهو على موقع Soccerway.com (الإنجليزية)
- سيلاس دانييل ساتونهو على موقع عالم كرة القدم.نت (الإنجليزية)